# Jordan Knight
Jordan Nathaniel Marcel Knight (ur. 17 maja 1970 w Worcester) – amerykański piosenkarz, członek boys bandu New Kids on the Block, założyciel wytwórni płytowej JK Music (2011). Ma obywatelstwo amerykańskie i kanadyjskie.

## Życiorys
Urodził się w Worcester w Massachusetts jako syn Marlene Lenore (z domu Putnam) i Williama Allana Knighta, pastora episkopalnego. Jego ojciec pochodził z Meaford, a matka z Dunnville, oboje w Ontario. Jego rodzina miała pochodzenie angielskie, szkockie i niemieckie. 
W latach 1984–1994 był wokalistą zespołu New Kids on the Block, z którym wydał w tym okresie pięć albumów studyjnych: New Kids on the Block (1986), Hangin’ Tough (1988), Merry, Merry Christmas (1989), Step by Step (1990) i Face the Music (1994).
W 1999 piosenkarz rozpoczął karierę solową, wydając debiutancką płytę studyjną zatytułowaną Jordan Knight. Album promowany był przez singiel „Give It to You”. W 2004 roku ukazał się jego minialbum pt. Jordan Knight Performs New Kids On The Block – The Remix Album, zaś w 2005 roku premierę miała jego druga płyta długogrająca zatytułowana Love Songs. Album promowany był przez singiel „Say Goodbye”, nagrany z Debbie Gibson.
W 2008 roku ogłoszono reaktywację zespołu New Kids on the Block. Piosenkarz wydał z grupą dwie nowe płyty studyjne: The Block (2008) i 10 (2013). W 2011 roku premierę miała jego czwarta solowa płyta studyjna pt. Unfinished.

### Życie prywatne
We wrześniu 2004 roku wziął ślub ze swoją wieloletnią partnerką, Evelyn Melendez. Ma z nią dwóch synów, Dante Jordana (ur. 25 sierpnia 1999) i Erica Jacoba (ur. 21 lutego 2007).

## Dyskografia

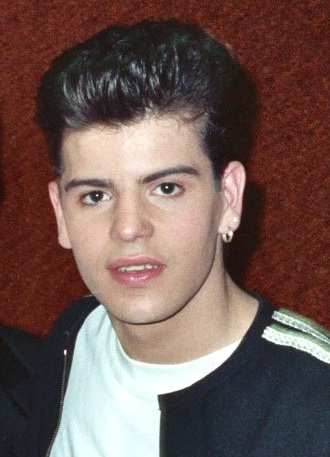
Jordan Knight, 1990

### Albumy studyjne

#### Solowe
- Jordan Knight (1999)
- Jordan Knight Performs New Kids On The Block – The Remix Album (2004)
- Love Songs (2005)
- Unfinished (2011)

#### Wydane z New Kids on the Block
- New Kids on the Block (1986)
- Hangin' Tough (1988)
- Merry, Merry Christmas (1989)
- Step by Step (1990)
- Face the Music (1994)
- The Block (2008)
- 10 (2013)